# Mutua Madrid Open 2022
Madrid Open 2022 (được tài trờ bởi Mutua) là một giải quần vợt chuyên nghiệp thi đấu trên mặt sân đất nện ngoài trời tại Park Manzanares ở Madrid, Tây Ban Nha từ ngày 28 tháng 4 đến ngày 8 tháng 5 năm 2022. Đây là lần thứ 20 (nam) và lần thứ 13 (nữ) giải đấu được tổ chức. Giải đấu là một phần của ATP Tour Masters 1000 trong ATP Tour 2022 và WTA 1000 trong WTA Tour 2022.

## Điểm và tiền thưởng

### Phân phối điểm
| Sự kiện | VĐ   | CK  | BK  | TK  | Vòng 1/16 | Vòng 1/32 | Vòng 1/64 | Q  | Q2 | Q1 |
| Đơn nam | 1000 | 600 | 360 | 180 | 90        | 45        | 10        | 25 | 16 | 0  |
| Đôi nam | 1000 | 600 | 360 | 180 | 90        | 10        | —         | —  | —  | —  |
| Đơn nữ  | 1000 | 650 | 390 | 215 | 120       | 65        | 10        | 30 | 20 | 2  |
| Đôi nữ  | 1000 | 650 | 390 | 215 | 120       | 10        | —         | —  | —  | —  |

### Tiền thưởng
| Sự kiện  | VĐ         | CK       | BK       | TK       | Vòng 1/16 | Vòng 1/32 | Vòng 1/64 | Q2      | Q1     |
| Đơn nam  | €1,041,570 | €568,790 | €311,025 | €169,650 | €90,745   | €48,655   | €26,960   | €13,810 | €7,235 |
| Đơn nữ   | €1,041,570 | €568,790 | €311,025 | €169,650 | €90,745   | €45,095   | €22,000   | €8,054  | €4,220 |
| Đôi nam* | €319,570   | €173,600 | €95,350  | €52,510  | €28,930   | €15,780   | —         | —       | —      |
| Đôi nữ*  | €319,570   | €173,600 | €95,350  | €52,610  | €28,930   | €13,528   | —         | —       | —      |

*mỗi đội

## Nội dung đơn ATP

### Hạt giống
Dưới đây là những tay vợt được xếp loại hạt giống. Hạt giống dựa trên bảng xếp hạng ATP vào ngày 25 tháng 4 năm 2022. Xếp hạng và điểm trước vào ngày 2 tháng 5 năm 2022.
| Hạt giống | Xếp hạng | Tay vợt               | Điểm trước | Điểm bảo vệ (hoặc kết quả tốt nhất lần 19)† | Điểm thắng | Điểm sau | Thực trạng                                  |
| --------- | -------- | --------------------- | ---------- | ------------------------------------------- | ---------- | -------- | ------------------------------------------- |
| 1         | 1        | Novak Djokovic        | 8,400      | 500                                         | 360        | 8,260    | Bán kết thua trước Carlos Alcaraz [7]       |
| 2         | 3        | Alexander Zverev      | 7,420      | 1,000                                       | 600        | 7,020    | Á quân, thua trước Carlos Alcaraz [7]       |
| 3         | 4        | Rafael Nadal          | 6,435      | 180                                         | 180        | 6,435    | Tứ kết thua trước Carlos Alcaraz [7]        |
| 4         | 5        | Stefanos Tsitsipas    | 5,690      | 300                                         | 360        | 5,750    | Bán kết thua trước Alexander Zverev [2]     |
| 5         | 7        | Casper Ruud           | 4,110      | 360                                         | 10         | 3,760    | Vòng 2 thua trước Dušan Lajović [Q]         |
| 6         | 8        | Andrey Rublev         | 4,025      | 90                                          | 180        | 4,115    | Tứ kết thua trước Stefanos Tsitsipas [4]    |
| 7         | 9        | Carlos Alcaraz        | 3,818      | 45                                          | 1000       | 4,773    | Vô địch, đánh bại Alexander Zverev [2]      |
| 8         | 10       | Félix Auger-Aliassime | 3,625      | (45)                                        | 180        | 3,760    | Tứ kết thua trước Alexander Zverev [2]      |
| 9         | 11       | Cameron Norrie        | 3,335      | (45)                                        | 90         | 3,380    | Vòng 3 thua trước Carlos Alcaraz [7]        |
| 10        | 12       | Jannik Sinner         | 3,015      | 45                                          | 90         | 3,060    | Vòng 3 thua trước Félix Auger-Aliassime [8] |
| 11        | 13       | Taylor Fritz          | 3,010      | (45)                                        | 0          | 2,965    | Rút lui do chấn thương chân trái            |
| 12        | 14       | Hubert Hurkacz        | 3,008      | 58                                          | 180        | 3,130    | Tứ kết thua trước Novak Djokovic [1]        |
| 13        | 15       | Diego Schwartzman     | 2,805      | (90)                                        | 45         | 2,760    | Vòng 2 thua trước Grigor Dimitrov           |
| 14        | 16       | Denis Shapovalov      | 2,671      | 45                                          | 45         | 2,671    | Vòng 2 thua trước Andy Murray [WC]          |
| 15        | 17       | Reilly Opelka         | 2,465      | 35                                          | 10         | 2,440    | Vòng 1 thua trước Sebastian Korda           |
| 16        | 18       | Pablo Carreño Busta   | 2,135      | 10                                          | 10         | 2,135    | Vòng 1 thua trước Botic van de Zandschulp   |
| 17        | 19       | Roberto Bautista Agut | 1,993      | 45                                          | 45         | 1,993    | Vòng 2 thua trước Dan Evans                 |

† Cột này hiển thị (a) điểm cao hơn điểm của tay vợt từ giải đấu năm 2021 hoặc 50% số điểm từ giải đấu năm 2019, hoặc (b) điểm tốt nhất của lần 19 (hiển thị trong ngoặc đơn). Chỉ điểm xếp hạng tính đến thứ hạng của tay vợt vào ngày 2 tháng 5 năm 2022, được hiển thị trong cột.

#### Tay vợt rút lui khỏi giải đấu
Dưới đây là những tay vợt được xếp loại hạt giống, nhưng rút lui trước khi giải đấu bắt đầu.
| Xếp hạng | Tay vợt           | Điểm trước | Điểm bảo vệ | Điểm sau | Lý do rút lui                |
| -------- | ----------------- | ---------- | ----------- | -------- | ---------------------------- |
| 2        | Daniil Medvedev   | 8,080      | 90          | 7,990    | Phẫu thuật thoát vị đĩa điệm |
| 6        | Matteo Berrettini | 4,495      | 600         | 3,895    | Chấn thương tay phải         |

### Vận động viên khác
Đặc cách:
- Jack Draper
- Carlos Gimeno Valero
- Andy Murray
- Lucas Pouille

Bảo toàn thứ hạng:
- Borna Ćorić
- Dominic Thiem

Vượt qua vòng loại:
- Kwon Soon-woo
- Dušan Lajović
- Lorenzo Musetti
- Maxime Cressy
- Hugo Dellien
- Benoît Paire
- David Goffin

Thua cuộc may mắn:
- Ugo Humbert

### Rút lui
- Matteo Berrettini → thay thế bởi  Botic van de Zandschulp
- Taylor Fritz → thay thế bởi  Ugo Humbert
- Daniil Medvedev → thay thế bởi  Alejandro Davidovich Fokina
- Stan Wawrinka → thay thế bởi  Pedro Martínez

## Nội dung đôi ATP

### Hạt giống
| Quốc gia | Tay vợt               | Quốc gia | Tay vợt          | Xếp hạng | Hạt giống |
| -------- | --------------------- | -------- | ---------------- | -------- | --------- |
| USA      | Rajeev Ram            | GBR      | Joe Salisbury    | 3        | 1         |
| ESP      | Marcel Granollers     | ARG      | Horacio Zeballos | 9        | 2         |
| CRO      | Nikola Mektić         | CRO      | Mate Pavić       | 9        | 3         |
| FRA      | Pierre-Hugues Herbert | FRA      | Nicolas Mahut    | 15       | 4         |
| COL      | Juan Sebastián Cabal  | COL      | Robert Farah     | 26       | 5         |
| AUS      | John Peers            | SVK      | Filip Polášek    | 26       | 6         |
| NED      | Wesley Koolhof        | GBR      | Neal Skupski     | 32       | 7         |
| GBR      | Jamie Murray          | NZL      | Michael Venus    | 33       | 8         |

† Bảng xếp hạng vào ngày 25 tháng 4 năm 2022.

### Vận động viên khác
Đặc cách:
- Carlos Alcaraz /  Marc López
- Pablo Carreño Busta /  Pedro Martínez
- Petros Tsitsipas /  Stefanos Tsitsipas

Thay thế:
- Nikoloz Basilashvili /  Alexander Bublik
- Federico Delbonis /  Andrés Molteni

### Rút lui
Trước giải đấu
- Marcelo Arévalo /  Jean-Julien Rojer
- Taylor Fritz /  Reilly Opelka → thay thế bởi  Federico Delbonis /  Andrés Molteni
- Sander Gillé /  Joran Vliegen → thay thế bởi  Nikoloz Basilashvili /  Alexander Bublik
- Tim Pütz /  Michael Venus → thay thế bởi  Jamie Murray /  Michael Venus

## Nội dung đơn WTA

### Hạt giống
Dưới đây là những tay vợt được xếp loại hạt giống. Hạt giống dựa trên bảng xếp hạng WTA vào ngày 25 tháng 4 năm 2022. Xếp hạng và điểm trước vào ngày 25 tháng 4 năm 2022.
| Hạt giống | Xếp hạng | Tay vợt                  | Điểm trước | Điểm bảo vệ | Điểm thắng | Điểm sau | Thực trạng                                  |
| --------- | -------- | ------------------------ | ---------- | ----------- | ---------- | -------- | ------------------------------------------- |
| 1         | 1        | Iga Świątek              | 7,181      | 120         | 0          | 7,061    | Rút lui do chấn thương vai phải             |
| 2         | 2        | Paula Badosa             | 5,045      | 390         | 65         | 4,720    | Vòng 2 thua trước Simona Halep              |
| 3         | 4        | Aryna Sabalenka          | 4,711      | 1,000       | 10         | 3,721    | Vòng 1 thua trước Amanda Anisimova          |
| 4         | 5        | Maria Sakkari            | 4,651      | 120         | 65         | 4,596    | Vòng 2 thua trước Daria Kasatkina           |
| 5         | 7        | Karolína Plíšková        | 4,207      | 65          | 10         | 4,152    | Vòng 1 thua trước Marie Bouzková [Q]        |
| 6         | 8        | Danielle Collins         | 3,151      | 0           | 65         | 3,216    | Vòng 2 thua trước Bianca Andreescu          |
| 7         | 9        | Garbiñe Muguruza         | 3,070      | 0           | 65         | 3,135    | Vòng 2 thua trước Anhelina Kalinina         |
| 8         | 10       | Ons Jabeur               | 3,015      | 120         | 1,000      | 3,895    | Vô địch, đánh bại Jessica Pegula [12]       |
| 9         | 11       | Emma Raducanu            | 2,797      | (3)†        | 120        | 2,914    | Vòng 3 thua trước Anhelina Kalinina         |
| 10        | 12       | Jeļena Ostapenko         | 2,780      | 65          | 10         | 2,725    | Vòng 1 thua trước Ekaterina Alexandrova [Q] |
| 11        | 13       | Belinda Bencic           | 2,561      | 215         | 120        | 2,466    | Vòng 3 thua trước Ons Jabeur [8]            |
| 12        | 14       | Jessica Pegula           | 2,510      | 120         | 650        | 3,040    | Á quân, thua trước Ons Jabeur [8]           |
| 13        | 15       | Anastasia Pavlyuchenkova | 2,472      | 390         | 10         | 2,092    | Vòng 1 thua trước Sara Sorribes Tormo       |
| 14        | 16       | Coco Gauff               | 2,300      | 10          | 120        | 2,410    | Vòng 3 thua trước Simona Halep              |
| 15        | 17       | Victoria Azarenka        | 2,281      | 65          | 120        | 2,336    | Vòng 3 thua trước Amanda Anisimova          |
| 16        | 18       | Elena Rybakina           | 2,261      | 65          | 120        | 2,316    | Vòng 3 thua trước Jil Teichmann             |
| 17        | 20       | Leylah Fernandez         | 2,151      | (25)†       | 65         | 2,191    | Vòng 2 thua trước Jil Teichmann             |

† Tay vợt không vượt qua vòng loại ở giải đấu năm 2021. Thay vào đó, điểm tốt nhất của lần 16 sẽ được thay thế vào.

#### Tay vợt rút lui khỏi giải đấu
Dưới đây là những tay vợt được xếp loại hạt giống, nhưng rút lui trước khi giải đấu bắt đầu.
| Xếp hạng | Tay vợt            | Điểm trước | Điểm bảo vệ | Điểm thêm | Điểm sau | Lý do rút lui         |
| -------- | ------------------ | ---------- | ----------- | --------- | -------- | --------------------- |
| 3        | Barbora Krejčíková | 5,043      | 10+40       | 9+9†      | 5,011    | Chấn thương khuỷu tay |
| 6        | Anett Kontaveit    | 4,511      | 65          | 0         | 4,446    | Bị bệnh               |

† Tay vợt không bắt buộc phải tính điểm 0 từ giải đấu bắt buộc do được miễn chấn thương dài hạn.

### Vận động viên khác
Đặc cách:
- Linda Fruhvirtová
- Marta Kostyuk
- Naomi Osaka
- Monica Puig
- Zheng Qinwen

Bảo toàn thứ hạng:
- Karolína Muchová

Vượt qua vòng loại:
- Ekaterina Alexandrova
- Irina-Camelia Begu
- Anna Bondár
- Marie Bouzková
- Océane Dodin
- Varvara Gracheva
- Kaia Kanepi
- Petra Martić
- Andrea Petkovic
- Anastasia Potapova
- Anna Karolína Schmiedlová
- Dayana Yastremska

Thua cuộc may mắn:
- Beatriz Haddad Maia
- Greet Minnen

### Rút lui
- Sofia Kenin → thay thế bởi  Yulia Putintseva
- Angelique Kerber → thay thế bởi  Kateřina Siniaková
- Anett Kontaveit → thay thế bởi  Ana Konjuh
- Barbora Krejčíková → thay thế bởi  Alison Riske
- Elise Mertens → thay thế bởi  Beatriz Haddad Maia
- Camila Osorio → thay thế bởi  Shelby Rogers
- Elina Svitolina → thay thế bởi  Anhelina Kalinina
- Iga Świątek → thay thế bởi  Greet Minnen
- Markéta Vondroušová → thay thế bởi  Nuria Párrizas Díaz

## Nội dung đôi WTA

### Hạt giống
| Quốc gia | Tay vợt            | Quốc gia | Tay vợt             | Xếp hạng | Hạt giống |
| -------- | ------------------ | -------- | ------------------- | -------- | --------- |
| AUS      | Storm Sanders      | CHN      | Zhang Shuai         | 22       | 1         |
| CAN      | Gabriela Dabrowski | MEX      | Giuliana Olmos      | 29       | 2         |
| USA      | Desirae Krawczyk   | NED      | Demi Schuurs        | 33       | 3         |
| CHI      | Alexa Guarachi     | SLO      | Andreja Klepač      | 35       | 4         |
| USA      | Coco Gauff         | USA      | Jessica Pegula      | 41       | 5         |
| KAZ      | Anna Danilina      | BRA      | Beatriz Haddad Maia | 58       | 7         |
| CHN      | Xu Yifan           | CHN      | Yang Zhaoxuan       | 59       | 7         |
| JPN      | Shuko Aoyama       | TPE      | Chan Hao-ching      | 61       | 8         |

† Bảng xếp hạng vào ngày 25 tháng 4 năm 2022.

### Vận động viên khác
Đặc cách:
- Cristina Bucșa /  Nuria Párrizas Díaz

Bảo toàn thứ hạng:
- Julia Lohoff /  Renata Voráčová
- Xinyun Han /  Alexandra Panova

### Rút lui
Trước giải đấu
- Ulrikke Eikeri /  Catherine Harrison → thay thế bởi  Ulrikke Eikeri /  Tereza Mihalíková
- Lucie Hradecká /  Sania Mirza → thay thế bởi  Kaitlyn Christian /  Oksana Kalashnikova
- Nadiia Kichenok /  Raluca Olaru → thay thế bởi  Nadiia Kichenok /  Ekaterine Gorgodze
- Veronika Kudermetova /  Elise Mertens → thay thế bởi  Elena Rybakina /  Liudmila Samsonova
- Tereza Martincová /  Markéta Vondroušová → thay thế bởi  Julia Lohoff /  Renata Voráčová
- Alexandra Panova /  Monica Niculescu → thay thế bởi  Alexandra Panova /  Han Xinyun

## Nhà vô địch

### Đơn nam
- Carlos Alcaraz đánh bại  Alexander Zverev, 6–3, 6–1

### Đơn nữ
- Ons Jabeur đánh bại  Jessica Pegula, 7–5, 0–6, 6–2

### Đôi nam
- Wesley Koolhof /  Neal Skupski đánh bại  Juan Sebastián Cabal /  Robert Farah, 6–7(4–7), 6–4, [10–5]

### Đôi nữ
- Gabriela Dabrowski /  Giuliana Olmos đánh bại  Desirae Krawczyk /  Demi Schuurs, 7–6(7–1), 5–7, [10–7]